# Financial Internet Quarterly
Financial Internet Quarterly (dawniej „e-Finanse”) – polski kwartalnik naukowy, publikowany w formie on-line, koncentrujący się na zagadnieniach związanych z szeroko pojętymi finansami.
Czasopismo wydawane jest od 2005 r. przez Wyższą Szkołę Informatyki i Zarządzania z siedzibą w Rzeszowie. W skład każdego numeru wchodzą artykuły naukowe recenzowane (także za granicą) przez znanych specjalistów z branży finansowej. Członkami międzynarodowej Rady Programowej czasopisma są m.in.: Prof. Krzysztof Opolski (Uniwersytet Warszawski), Prof. Janusz Ostaszewski (Szkoła Główna Handlowa w Warszawie), Prof. Stanisław Owsiak (Uniwersytet Ekonomiczny w Krakowie) oraz Prof. Javier Santoma (IESE Business School) i Prof. Javed Hussain (Birmingham City University).
Tematyka artykułów obejmuje zagadnienia z zakresu finansów przedsiębiorstw, finansów publicznych, ubezpieczeń, bankowości, rachunkowości, rynków kapitałowych oraz prawnych aspektów zarządzania finansami podmiotów gospodarczych. Wszystkie artykuły ukazują się w języku angielskim. Czasopismo jest indeksowane w międzynarodowych repozytoriach czasopism (m.in. EBSCO, ProQuest, EconLit, CEJSH i RePEc). W czasopiśmie publikowali m.in. Leszek Balcerowicz, Jan Winiecki i Krzysztof Rybiński.